# 芳香白珠
芳香白珠（学名：Gaultheria fragrantissima）为杜鹃花科白珠树属的植物。分布在斯里兰卡、越南、马来西亚、印度以及中国大陆的西藏、云南等地，生长于海拔2,300米至2,700米的地区，多生于杂木林中，目前尚未由人工引种栽培。